# Katwe királynője
A Katwe királynője (eredeti cím: Queen of Katwe) 2016-ban bemutatott amerikai film, amelyet Mira Nair rendezett.
A forgatókönyvet William Wheeler írta. A producerei John Carls és Lydia Dean Pilcher. A főszerepekben David Oyelowo, Lupita Nyong’o, Madina Nalwanga, Esteri Tebandeke, Peter Odeke és Sheebah Karungi láthatóak. A zeneszerzője Alex Heffes. A film gyártója a Walt Disney Pictures, az ESPN Films, a Cine Mosaic és a Mirabai Films, forgalmazója a Walt Disney Studios Motion Pictures. Műfaja filmdráma és életrajzi film.
Amerikában 2016. szeptember 10-én mutatták be a mozikban. Magyarországon az HBO vetítette.

## Szereplők
| Szereplő | Színész                   | Magyar hang     |
| --- | ------------------------- | --------------- |
| Phiona Mutesi | Madina Nalwanga           | Sodró Eliza     |
| Robert Katende | David Oyelowo             | Kaszás Gergő    |
| Nakku Harriet | Lupita Nyong’o            | Szabó Emília    |
| Mugabi Brian | Martin Kabanza            | Nagy Gereben    |
| Night | Taryn "Kay" Kyaze         | Szilágyi Csenge |
| Ivan | Ronald Ssemaganda         | Ducsai Ábel     |
| Benjamin | Ethan Nazario Lubega      | Mayer Marcell   |
| Gloria | Nikita Pearl Waligwa      | Stern Hanna     |
| Sara Katende | Esther Tebandeke          | Balogh Anna     |
| Enoch Barumba | Peter Odeke               | Faragó András   |
| Shakira | Sheebah Karungi           | Martin Adél     |
| Theo | Maurice Kirya             | Ember Márk      |
| Tendo | Ntare Mwine               | Vida Péter      |
| Richard gyerekként | Ivan Jacobo               | Vida Bálint     |
| Aloysius Kyazze | Philip Luswata            | Végh Péter      |
| Mr. Wilson | Jack Kinobe Sserunkuuma   | Kardos Róbert   |
| Mrs. Kimbale | Irene Kulabako Kakembo    | Incze Ildikó    |
| Zesiro | Allen Musumba             | Márton Eszter   |
| Pritchard | Warren Ncube              | Bogdán Gergő    |
| Mrs. Gali | Joanitta Bewulira-Wandera | Nyakó Júlia     |
| Elizabeth | Elizabeth Kirabo          | Tamási Nikolett |
| Dez | Richard Tuwangye          | Formán Bálint   |
| Julius | Lezon Mark Mugwanya       | Galkó Balázs    |
| További magyar hangok |                           |                 |
| Ágoston Péter, Bakonyi Alexa, Bercsényi Péter, Dobó Enikő, Géczi Zoltán, Hannus Zoltán, Horváth Zsuzsa, Károlyi Lili, Keresztény Tamás, Kis-Kovács Luca, Kocsis Mariann, Molnár Gusztáv, Némethi András, Némethi Sára, Pál Dániel Máté, Pál Zsófia , Szirtes Marcell, Vida Sára |                           |                 |